# Sista morgonen
Sista morgonen è un singolo del cantautore svedese Niklas Strömstedt, pubblicato nel 1988 come secondo estratto dal terzo album in studio En gång i livet.

## Tracce
7" – 1363267 (Svezia)
- Lato A

1. Sista morgonen – 3:22

- Lato B

1. Andra sidan midnatt – 4:43

## Classifiche

### Classifiche settimanali
| Classifica (1989) | Posizione massima |
| ----------------- | ----------------- |
| Svezia            | 5                 |